# Sablauskiai
Sablauskiai är en ort i Litauen.   Den ligger i kommunen Akmenės rajono savivaldybė och länet Šiauliai län, i den nordvästra delen av landet, 230 km nordväst om huvudstaden Vilnius. Sablauskiai ligger 72 meter över havet och antalet invånare är 477.
Terrängen runt Sablauskiai är mycket platt. Runt Sablauskiai är det ganska glesbefolkat, med 34 invånare per kvadratkilometer. Närmaste större samhälle är Naujoji Akmene, 7,5 km norr om Sablauskiai. I omgivningarna runt Sablauskiai växer i huvudsak blandskog.